# Marcel Vanden Bogaert
Marcel Vanden Bogaert (Nijlen, 30 september 1938) was profwielrenner van 1961 tot en met 1966. Hij is tevens de eerste winnaar van de GP Jef Scherens.

## Belangrijkste overwinningen
1963
- GP Jef Scherens

## Resultaten in voornaamste wedstrijden
| Jaar | Omloop Het Volk | Waalse Pijl |
| ---- | --------------- | ----------- |
| 1963 | 19e             |             |
| 1964 | 67e             |             |
| 1965 | Zilver          | 21e         |
| 1966 | 79e             |             |